# Mauri Röppänen
Mauri Uolevi Röppänen (ur. 19 stycznia 1946 w Kuusjärvi) – fiński biathlonista oraz strzelec, wicemistrz olimpijski i brązowy medalista mistrzostw świata.

## Kariera
Największy sukces w karierze osiągnął w 1972 roku kiedy na igrzyskach olimpijskich w Sapporo wywalczył srebrny medal w sztafecie biathlonowej. Oprócz niego w składzie sztafety wystąpili Esko Saira, Juhani Suutarinen i Heikki Ikola. W biegu indywidualnym zajął tam 27. miejsce. W tej samej konkurencji zdobył też srebrny medal podczas mistrzostw świata juniorów w Altenbergu dwa lata wcześniej. Ponadto na rozgrywanych w 1969 roku mistrzostwach świata w Zakopanem razem z Kalevim Vähäkylą, Mauno Luukkonenem i Esko Marttinenem zajął trzecie miejsce w sztafecie. Był też między innymi czwarty w biegu indywidualnym na mistrzostwach świata w Lake Placid w 1973 roku, przegrywając walkę o podium z Torem Svendsbergetem z Norwegii.
W 1980 roku startował w strzelectwie na letnich igrzyskach olimpijskich w Moskwie, gdzie był czwarty w konkurencji karabin małokalibrowy 3 postawy 50 m. Walkę o medal przegrał tam z Svenem Johanssonem ze Szwecji. Na rozgrywanych w 1984 roku igrzyskach w Los Angeles był między innymi trzynasty w karabinie małokalibrowym leżąc 50 m. Zdobył też siedem medali na strzeleckich mistrzostwach świata w Suhl/Skövde w 1986 roku: brązowy w karabinie dowolnym 3 postawy 300 m, brązowy w karabinie dowolnym leżąc 300 m 40 strzałów, srebrny w karabinie dowolnym leżąc 300 m 60 strzałów, srebrny w karabinie dowolnym leżąc 300 m 60 strzałów drużynowo, srebrny w karabinie dowolnym klęcząc 300 m, brązowy w karabinie standardowym 3 postawy 300 m oraz złoty w karabinie standardowym 3 postawy 300 m drużynowo.
Z zawodu był strażnikiem granicznym.

## Osiągnięcia (biathlon)

### Igrzyska olimpijskie
| Rok  | Miejscowość | Konkurencje | Konkurencje | Konkurencje | Konkurencje | Konkurencje | Konkurencje | Konkurencje |
| Rok  | Miejscowość | IN          | SP          | PU          | MS          | RL          | MR          | SR          |
| ---- | ----------- | ----------- | ----------- | ----------- | ----------- | ----------- | ----------- | ----------- |
| 1972 | Sapporo     | 27.         | nd.         | nd.         | nd.         | 2.          | nd.         | –           |

### Mistrzostwa świata
| Rok  | Miejscowość | Konkurencje | Konkurencje | Konkurencje | Konkurencje | Konkurencje | Konkurencje | Konkurencje |
| Rok  | Miejscowość | IN          | SP          | PU          | MS          | RL          | MR          | SR          |
| ---- | ----------- | ----------- | ----------- | ----------- | ----------- | ----------- | ----------- | ----------- |
| 1969 | Zakopane    | 18.         | nd.         | nd.         | nd.         | 3.          | nd.         | –           |
| 1971 | Hämeenlinna | 8.          | nd.         | nd.         | nd.         | 4.          | nd.         | –           |
| 1973 | Lake Placid | 4.          | nd.         | nd.         | nd.         | 4.          | nd.         | –           |